# Lakovitsa
Lakovitsa – wieś w Estonii, w prowincji Võru, w gminie Sõmerpalu.